# Brian Rolston
Brian Lee Rolston (Flint, 21 febbraio 1973) è un ex hockeista su ghiaccio statunitense.

## Palmarès

### Olimpiadi
- Argento a Salt Lake City 2002.

### Mondiali
- Bronzo a Vienna 1996.

### Mondiali Juniores
- Bronzo a Kaufbeuren 1992.